# Луис (окръг, Кентъки)
Вижте пояснителната страница за други значения на Луис.
Окръг Луис (на английски: Lewis County) е окръг в щата Кентъки, Съединени американски щати. Площта му е 1285 km², а населението - 14 092 души (2000). Административен център е град Вансбърг.